# 위르뱅 르베리에
위르뱅 장 조제프 르베리에(Urbain Jean Joseph Le Verrier, 1811년 3월 11일 ~ 1877년 9월 23일)는 천체역학 분야에서의 업적으로 유명한 프랑스의 수학자이다. 그는 해왕성의 발견에서 중요한 역할을 담당했던 것으로 잘 알려져 있다.
르베리에는 프랑스의 생로에서 태어나 에콜 폴리테크닉에서 수학했다. 조제프 루이 게이뤼삭의 지도 하에 잠시 화학을 전공했으나 이내 천문학, 특히 천체역학으로 전향해서 자신의 연구 인생 대부분을 보냈으며 결국 대장의 자리에까지 오르는 파리 천문대에 취칙하게 된다.
르베리에의 가장 잘 알려진 업적은 수학적 계산과 천왕성의 관측만을 통해 미발견 행성 해왕성의 존재를 예측해 냈다는 것이다. 파리 천문대 대장이었던 물리학자 프랑수아 아라고의 격려에 힘입어 르베리에는 천왕성의 관측상 궤도와 뉴턴의 중력 법칙으로 유도한 궤도 사이에 나타나는 작지만 규칙적인 불규칙성을 설명하기 위해 수 개월 동안 복잡한 계산에 매달렸다. 르베리에는 몰랐지만 같은 때 영국의 존 쿠치 애덤스도 비슷한 계산을 하고 있었다. 르베리에는 애덤스보다 이틀 앞선 1846년 8월 31일에 프랑스 학회에서 천왕성의 궤도를 간섭하는 미지의 행성에 대한 최종 계산 결과를 발표했다. 그해 9월 18일에 르베리에는 자신의 계산 결과를 우편으로 베를린 천문대의 요한 고트프리트 갈레에게 보냈다. 편지는 5일 뒤에 도착했고, 1846년 9월 23일 바로 그날 밤, 갈레와 하인리히 다레스트가 염소자리와 물병자리의 사이, 르베리에의 계산에서 1° 어긋난 지점에서 해왕성을 발견했다.
르베리에는 1859년에 뉴턴 역학이나 알려진 다른 행성들의 섭동으로는 설명될 수 없는 수성의 세차운동을 최초로 보고했다. 르베리에는 태양과 수성 사이에 또다른 행성이 존재해 섭동을 일으킨다는 가설을 제안했다. 천왕성 궤도에 섭동을 일으키는 해왕성을 발견한 데 고무된 천문학자들은 이 가설을 믿고 미지의 행성을 불칸이라고 명명했다. 하지만 그런 행성은 발견되지 않았고, 수성의 세차운동은 60년 뒤인 1915년에 알베르트 아인슈타인이 일반 상대성 이론을 사용해 설명해냈다.

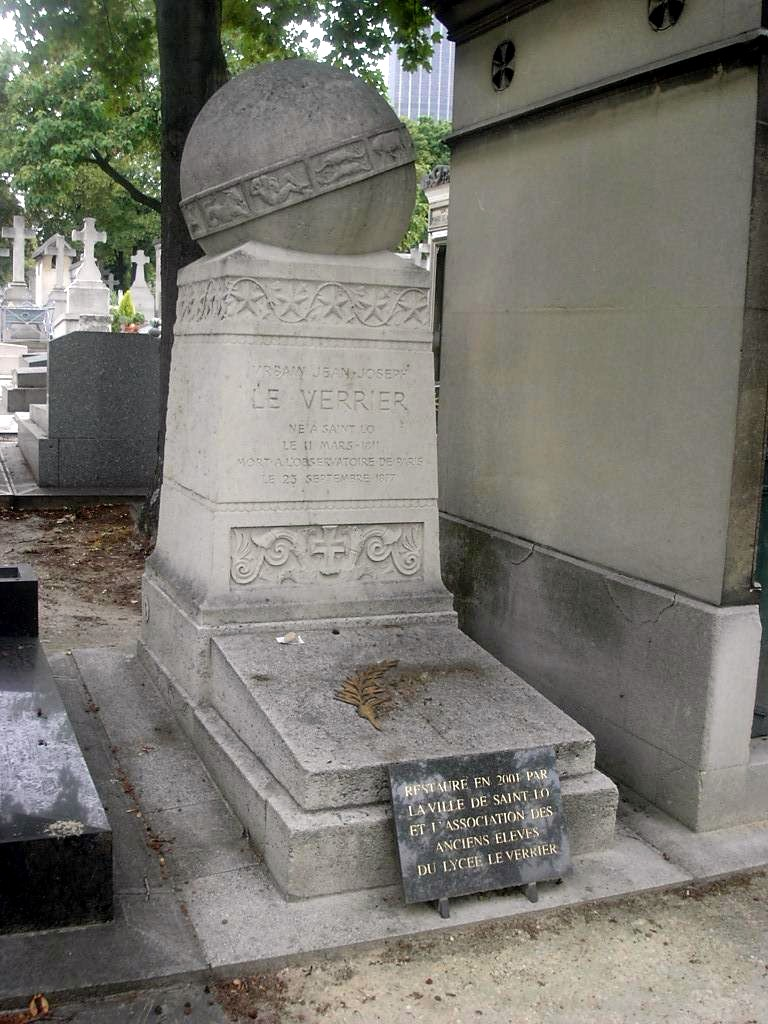
르베리에의 무덤.

르베리에는 처자식이 있었다. 그는 프랑스 파리에서 죽었으며 시신은 몽파르나스 공동묘지에 묻혔다. 그의 무덤 위에는 커다란 석제 천구의가 놓여있다. 르베리에는 아라고의 말 그대로 "the man who discovered a planet with the point of his pen(펜 끝으로 행성을 발견한 남자)"로 영원히 기억될 것이다.

## 같이 보기
- 해왕성의 발견

## 참고 자료
- David Aubin, The Fading Star of the Paris Observatory in the Nineteenth Century: Astronomers' Urban Culture of Circulation and Observation. Osiris 18 (2003), 79–100.
- Grosser, M. (1962). 《The Discovery of Neptune》. Harvard University Press. ISBN 0674212258.
- Le Verrier, Urbain (1835). Annales de Chimie et de Physique (Paris) 60: 174 – Chemical research of Le Verrier
- Fabien Locher, L’empire de l’astronome : Urbain Le Verrier, l’Ordre et le Pouvoir. Cahiers d’histoire. Revue d’histoire critique. 102, 2007, pp. 33–48.
- Fabien Locher, Le Savant et la Tempête. Étudier l’atmosphère et prévoir le temps au XIXe siècle, Rennes, Presses Universitaires de Rennes, Collection « Carnot », 2008.
- Dennis Rawlins (1999). Recovery of the RGO Neptune Papers. Adams' Final Prediction Missed by Over Ten Degrees. DIO, 9 (1), pp. 3–25.
- See, T. J. J. (1910). “Leverrier's Letter to Galle and the Discovery of Neptune”. 《Popular Astronomy》 18: 475 ~ 476. Bibcode:1910PA.....18..475S.